# IC 4838
IC 4838 ist eine Spiralgalaxie vom Hubble-Typ Sb/P im Sternbild Pfau am Südsternhimmel. Sie ist rund 189 Millionen Lichtjahre von der Milchstraße entfernt und hat einen Durchmesser von etwa 75.000 Lichtjahren. Die Galaxie gilt als Mitglied der IC 4845-Gruppe (LGG 427).

Im selben Himmelsareal befinden sich u. a. die Galaxien IC 4824, IC 4828, IC 4831, IC 4833.
Das Objekt wurde am 13. August 1901 vom US-amerikanischen Astronomen DeLisle Stewart entdeckt.